# Правда (Сахалінська область)
Правда (рос. Правда) — село у Холмському міському окрузі Сахалінської області Російської Федерації.
Населення становить 2031 особа (2013).

## Історія
З 1905 по 3 вересня 1945 року у складі губернаторства Карафуто Японії, відтак у складі Холмського міського округу Сахалінської області.

## Населення
| 1925  | 1935  | 1959  | 1970  | 1979  | 1989  | 2002  |
| ----- | ----- | ----- | ----- | ----- | ----- | ----- |
| 978   | ↗1621 | ↗4036 | ↘2489 | ↗2891 | ↗3029 | ↘2563 |
| 2010  | 2013  |       |       |       |       |       |
| ↘2034 | ↘2031 |       |       |       |       |       |